# Бразильская нарцина
Бразильская нарцина (Narcine brasiliensis (лат.)) — вид скатов рода нарцин семейства лат. Narcinidae отряда электрических скатов. Это хрящевые рыбы, ведущие донный образ жизни, с крупными, уплощёнными грудными и брюшными плавниками в форме диска, выраженным хвостом и двумя спинными плавниками. Они способны генерировать электрический ток. Обитают в юго-западной части Атлантического океана на глубине до 43 м. Максимальная зарегистрированная длина 54 см.

## Таксономия
Впервые вид был научно описан в 1831 году. Согласно недавно проведённой систематической ревизии из широко распространённого вида бразильская нарцина были выделены подвиды Narcine bancroftii, который обитает у побережья Северной Каролины, США, в некоторых частях Мексиканского залива, в Карибском море, на Больших и Малых Антильских островах и у северного побережья Южной Америки, и бразильская нарцина, являющаяся эндемиком юго-западной Атлантики (Бразилия, Уругвай и Аргентина).

## Ареал
Бразильские нарцины обитают в западной части Атлантического океана юго-западной Атлантики (Бразилия, Уругвай и Аргентина). Эти скаты встречаются на мелководье на глубине до 43 м, иногда у коралловых рифов, они предпочитают песчаное или илистое дно.

## Описание
У этих скатов овальные и закруглённые грудные и брюшные диски и короткий хвост. Имеются два спинных плавника. У основания грудных плавников перед глазами сквозь кожу проглядывают электрические парные органы в форме почек, которые тянутся вдоль тела до конца диска. Окраска дорсальной поверхности тела бледного песочного цвета. Спина покрыта тёмными пятнами неправильной формы. На спине имеются две полосы. Рыло тёмное.

## Биология
Бразильские нарцины являются донными рыбами, ведущими ночной образ жизни. Рацион состоит в основном из полихет и кольчатых червей. Кроме того, они поедают молодых морских змей, актиний, небольших костистых рыб и ракообразных. Эти скаты закапываются в грунт так, что снаружи остаются только глаза. Бразильские нарцины размножаются яйцеживорождением, эмбрионы вылупляются из яиц в утробе матери. В помёте 4—15 новорожденных. Они способны генерировать электрический ток силой 14—37 вольт. Контакт этого ската с кожей человека может вызвать сильный шок. Кроме основного электрического органа у бразильских нарцин имеется билатеральный дополнительный электрический орган, который, вероятно, служит для социальной коммуникации.

## Взаимодействие с человеком
Эти скаты не представляют интереса для коммерческого рыбного промысла, однако, в Бразилии их содержат в домашних аквариумах. Поскольку они способны нанести ощутимый электрический удар, при обращении с ними необходимо соблюдать осторожность. Иногда они попадаются в качестве прилов при коммерческом промысле креветок методом траления. Данных для оценки Международным союзом охраны природы статуса сохранности вида недостаточно.